# 2006年トリノオリンピックのイギリス選手団
2006年トリノオリンピックのイギリス選手団（2006ねんトリノオリンピックのイギリスせんしゅだん）は、2006年2月10日から26日まで開催された2006年トリノオリンピックのイギリス選手団、およびその競技結果。

## 概要
今大会は金メダルと銅メダルはなく、銀メダル1個に留まった。
唯一のメダル獲得となったのはスケルトン女子のシェリー・ラッドマンが獲得した銀メダルで、前回2002年ソルトレークシティオリンピックで銅メダルを獲得したアレックス・クーンバーに続き、2大会連続のイギリス選手のメダル獲得となった。

## メダル
| メダル | 選手名               | 競技       | 種目 |
| ------ | -------------------- | ---------- | ---- |
| 銀     | シェリー・ラッドマン | スケルトン | 女子 |